# Takrist n'Akal
Takrist n'Akal est un groupe de musique touarègue, plus précisément de blues touareg. 
Il s'est constitué en 1987, dans les camps d'entraînement en Libye, sous l'égide d'Abdallah ag Oumbadougou. Il est né dans l'exil et la résistance et met en musique, à travers des textes de révolte et d'appel à l'unité, les difficultés du peuple touareg pendant les années 1990. Avec son frère malien, le groupe Tinariwen, il est l'un des premiers à utiliser la guitare pour jouer et reprendre des airs traditionnellement joué à la flûte ou à l'inzad.
Le premier groupe est constitué d'Abdallah ag Oumbadougou, Ouma Emaghy, Adam Hamadi, Alhassane Lamine, Sidi Mohamed Imilawet, Atouwa Eggour, Taboula Hiar, Hassane Takaradaït, Adou Oumbarek et de Zoubir Hamid.
Aujourd'hui, le groupe se compose de quatre musiciens :
- Abdallah Oumbadougou : Chant et guitare
- Bilalan ag Ganta Moussa : Chœur et guitare
- Rissa ag Wanaghli : Chœur et guitare
- Ibrahim ag Mohamed : tindé